# Chiesa di Sant'Antonio Abate (Cerami)
La chiesa di Sant'Antonio Abate è una chiesa di Cerami.

## Storia
Edificio presumibilmente edificato nella seconda metà del Cinquecento. Nella seconda metà del Settecento vennero eseguiti, da un Giuseppe Schiacchitano di Capizzi, i pregevoli stucchi delle tre navate. Su un disegno dell'architetto Fernando Castellana, verso il 1870, fu costruita una torre campanaria.

## Descrizione
Il pregevole portale si caratterizza per i fitti fregi fitomorfi, il cornicione terminale in un accordo di ordine composito. Nel corso dei lavori di consolidamento, eseguiti in seguito al terremoto del 1967, la facciata è stata deturpata da intonaci di cemento bianco. Nel corso degli stessi lavori sono stati distrutti gli scanni del coro. Anche l'organo è stato danneggiato.